# Montenegro en los Juegos Olímpicos de Pekín 2008
Montenegro participó en los Juegos Olímpicos de Pekín 2008 con una delegación de 19 deportistas que compitieron en 6 deportes. Responsable del equipo olímpico fue el Comité Olímpico de Montenegro, así como las federaciones deportivas nacionales de cada deporte con participación.
El portador de la bandera en la ceremonia de apertura fue el jugador de waterpolo Veljko Uskoković. El equipo olímpico de Montenegro no obtuvo ninguna medalla en estos Juegos.